# Wiesenkeulen
Die Wiesenkeulen (Clavulinopsis, Syn. Donkella) sind eine Gattung aus der Familie der Keulchenverwandten (Clavariaceae) und umfassen Arten mit keulen- oder korallenförmigen und oft gelb gefärbten Fruchtkörpern. Sie besiedeln überwiegend Grünland, worauf auch der deutsche Trivialname „Wiesenkeulen“ Bezug nimmt.
Die Typusart der Gattung ist Clavulinopsis sulcata.

## Merkmale

### Makroskopische Merkmale
Die unverzweigten oder verzweigten Fruchtkörper wachsen einzeln, in Gruppen oder büschelig. Meist zeigen sie eine gelbe Farbe, wenngleich sich das Farbspektrum von Weiß, Grau über Gelb, Ocker bis hin zu Orange, Bräunlich erstreckt. Sie besitzen kein Hymenophor, das Sporenpulver ist weiß bis gelblich gefärbt.

### Mikroskopische Merkmale
Die monomitische Hyphenstruktur besteht aus mehr oder weniger angeschwollenen und dünnwandigen Pilzfäden. Die Septen besitzen in der Regel Schnallen, Sekundärsepten fehlen. Auch Zystiden gibt es keine. An den normalerweise 4-sporigen Basidien können auch jeweils 1–6 Sporen heranreifen. Während in den meisten Fällen Basalschnallen vorhanden sind, fehlen Sekundärsepten. Die elliptischen, birnförmigen oder subglobosen Sporen sind farblos, glatt oder seltener stachelig ornamentiert und oft mit einem großen Öltropfen gefüllt. Sie zeigen weder unter Zugabe von Iod eine Farbreaktion (inamyloid) noch lassen sich die Sporenwände mit Baumwollblau anfärben (acyanophil).

## Ökologie
Die Wiesenkeulen wachsen überwiegend auf Erde, selten auf Humus und kleinen Ästen. Sie leben saprobiontisch und besiedeln vorwiegend Grünland (Name!).

## Arten
Weltweit umfasst die Gattung 60 Arten, in Europa sind rund 20 Arten bekannt bzw. zu erwarten.
| Wiesenkeulen (Clavulinopsis) in Europa |                                                              |                                                  |
| \| Deutscher Name \| Wissenschaftlicher Name \| Autorenzitat \| \| ---------------------------- \| ------------------------------------------------------------ \| ------------------------------------------------ \| \| \| Clavulinopsis cinereoides beschrieben als "cineroides" \| (G.F. Atkinson 1909) Corner 1950 \| \| \| Clavulinopsis citrinoalba beschrieben als "citrino-alba" \| (F.H. Møller 1945) Corner 1950 \| \| Geweihförmige Wiesenkoralle \| Clavulinopsis corniculata \| (Schaeffer 1774 : Fries 1821) Corner 1950 \| \| \| Clavulinopsis daigremontiana \| (Boudier 1917) Corner 1950 \| \| \| Clavulinopsis dichotoma \| (Godey 1874) Corner 1950 \| \| Spindelförmige Wiesenkeule \| Clavulinopsis fusiformis \| (Sowerby 1799 : Fries 1821) Corner 1950 \| \| Goldgelbe Wiesenkeule \| Clavulinopsis helvola \| (Persoon 1797 : Fries 1821) Corner 1950 \| \| \| Clavulinopsis hisingeri beschrieben als "hisingerii" \| (P. Karsten 1888) D.A. Reid 1962 \| \| Graue Wiesenkeule \| Clavulinopsis holmskjoldii \| (Oudemans 1902) Corner 1950 \| \| Schöne Wiesenkeule \| Clavulinopsis laeticolor \| (Berkeley & M.A. Curtis 1868) R.H. Petersen 1965 \| \| Aprikosenfarbene Wiesenkeule \| Clavulinopsis luteoalba \| (Rea 1903) Corner 1950 \| \| \| Clavulinopsis luteoalba var. latispora \| Corner 1950 \| \| \| Clavulinopsis luteoalba var. longispora \| Corner 1950 \| \| Zwerg-Wiesenkeule \| Clavulinopsis luteonana \| Schild 1971 \| \| \| Clavulinopsis luteoochracea beschrieben als "luteo-ochracea" \| (Cavara 1892) Corner 1950 \| \| Kleinsporige Wiesenkeule \| Clavulinopsis microspora \| (Josserand 1948) Corner 1970 \| \| Purpurrote Wiesenkeule \| Clavulinopsis miniata \| (Berkeley 1843) Corner 1950 \| \| Blasse Wiesenkeule \| Clavulinopsis subtilis \| (Persoon 1797 : Fries 1821) Corner 1950 \| \| \| Clavulinopsis tenella \| (Boudier 1917) Corner 1950 \| \| Braune Wiesenkeule \| Clavulinopsis umbrinella \| (Saccardo 1888) Corner 1950 \| |                                                              |                                                  |
| Deutscher Name | Wissenschaftlicher Name                                      | Autorenzitat                                     |
| | Clavulinopsis cinereoides beschrieben als "cineroides"       | (G.F. Atkinson 1909) Corner 1950                 |
| | Clavulinopsis citrinoalba beschrieben als "citrino-alba"     | (F.H. Møller 1945) Corner 1950                   |
| Geweihförmige Wiesenkoralle | Clavulinopsis corniculata                                    | (Schaeffer 1774 : Fries 1821) Corner 1950        |
| | Clavulinopsis daigremontiana                                 | (Boudier 1917) Corner 1950                       |
| | Clavulinopsis dichotoma                                      | (Godey 1874) Corner 1950                         |
| Spindelförmige Wiesenkeule | Clavulinopsis fusiformis                                     | (Sowerby 1799 : Fries 1821) Corner 1950          |
| Goldgelbe Wiesenkeule | Clavulinopsis helvola                                        | (Persoon 1797 : Fries 1821) Corner 1950          |
| | Clavulinopsis hisingeri beschrieben als "hisingerii"         | (P. Karsten 1888) D.A. Reid 1962                 |
| Graue Wiesenkeule | Clavulinopsis holmskjoldii                                   | (Oudemans 1902) Corner 1950                      |
| Schöne Wiesenkeule | Clavulinopsis laeticolor                                     | (Berkeley & M.A. Curtis 1868) R.H. Petersen 1965 |
| Aprikosenfarbene Wiesenkeule | Clavulinopsis luteoalba                                      | (Rea 1903) Corner 1950                           |
| | Clavulinopsis luteoalba var. latispora                       | Corner 1950                                      |
| | Clavulinopsis luteoalba var. longispora                      | Corner 1950                                      |
| Zwerg-Wiesenkeule | Clavulinopsis luteonana                                      | Schild 1971                                      |
| | Clavulinopsis luteoochracea beschrieben als "luteo-ochracea" | (Cavara 1892) Corner 1950                        |
| Kleinsporige Wiesenkeule | Clavulinopsis microspora                                     | (Josserand 1948) Corner 1970                     |
| Purpurrote Wiesenkeule | Clavulinopsis miniata                                        | (Berkeley 1843) Corner 1950                      |
| Blasse Wiesenkeule | Clavulinopsis subtilis                                       | (Persoon 1797 : Fries 1821) Corner 1950          |
| | Clavulinopsis tenella                                        | (Boudier 1917) Corner 1950                       |
| Braune Wiesenkeule | Clavulinopsis umbrinella                                     | (Saccardo 1888) Corner 1950                      |

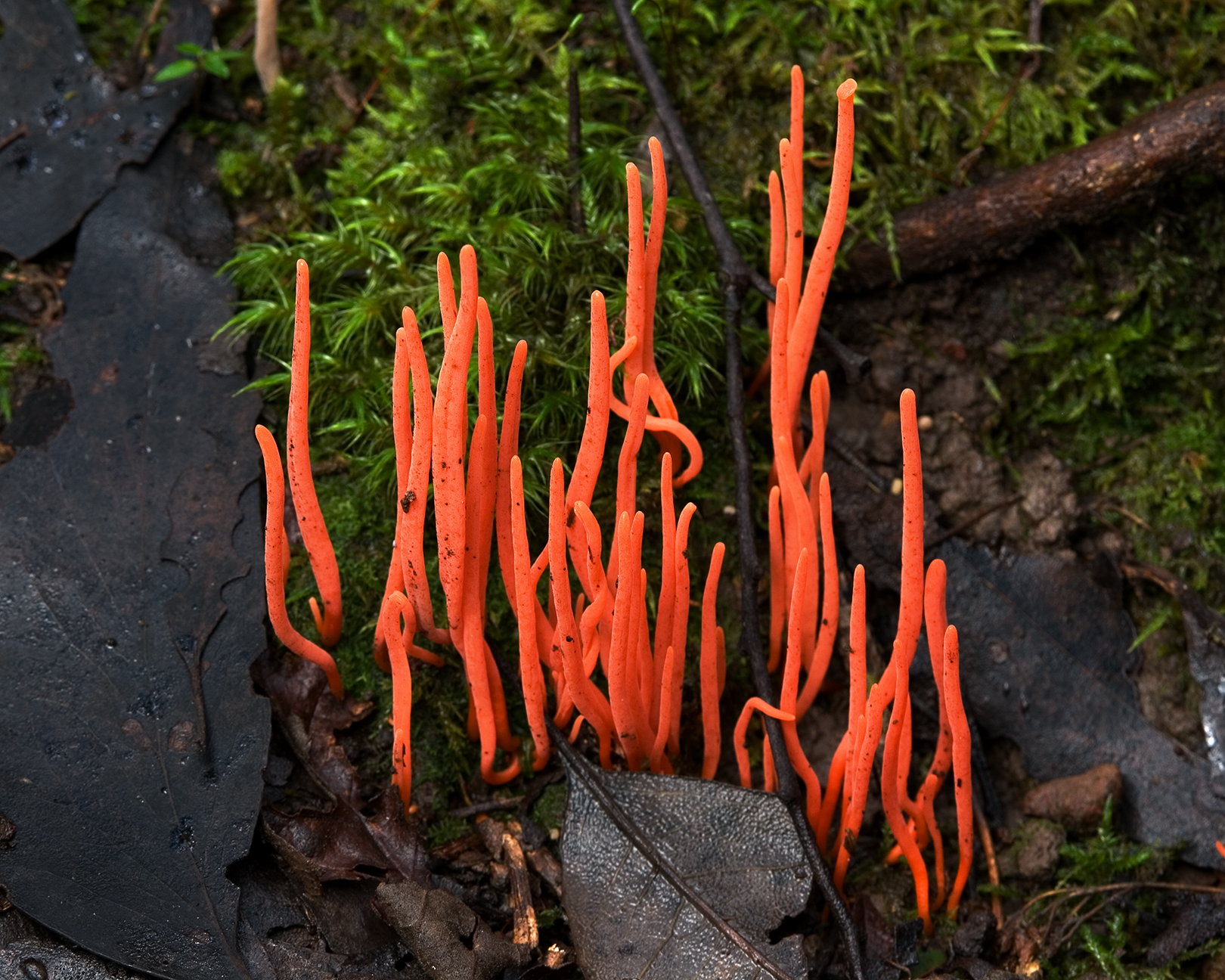
Clavulinopsis corallinorosacea
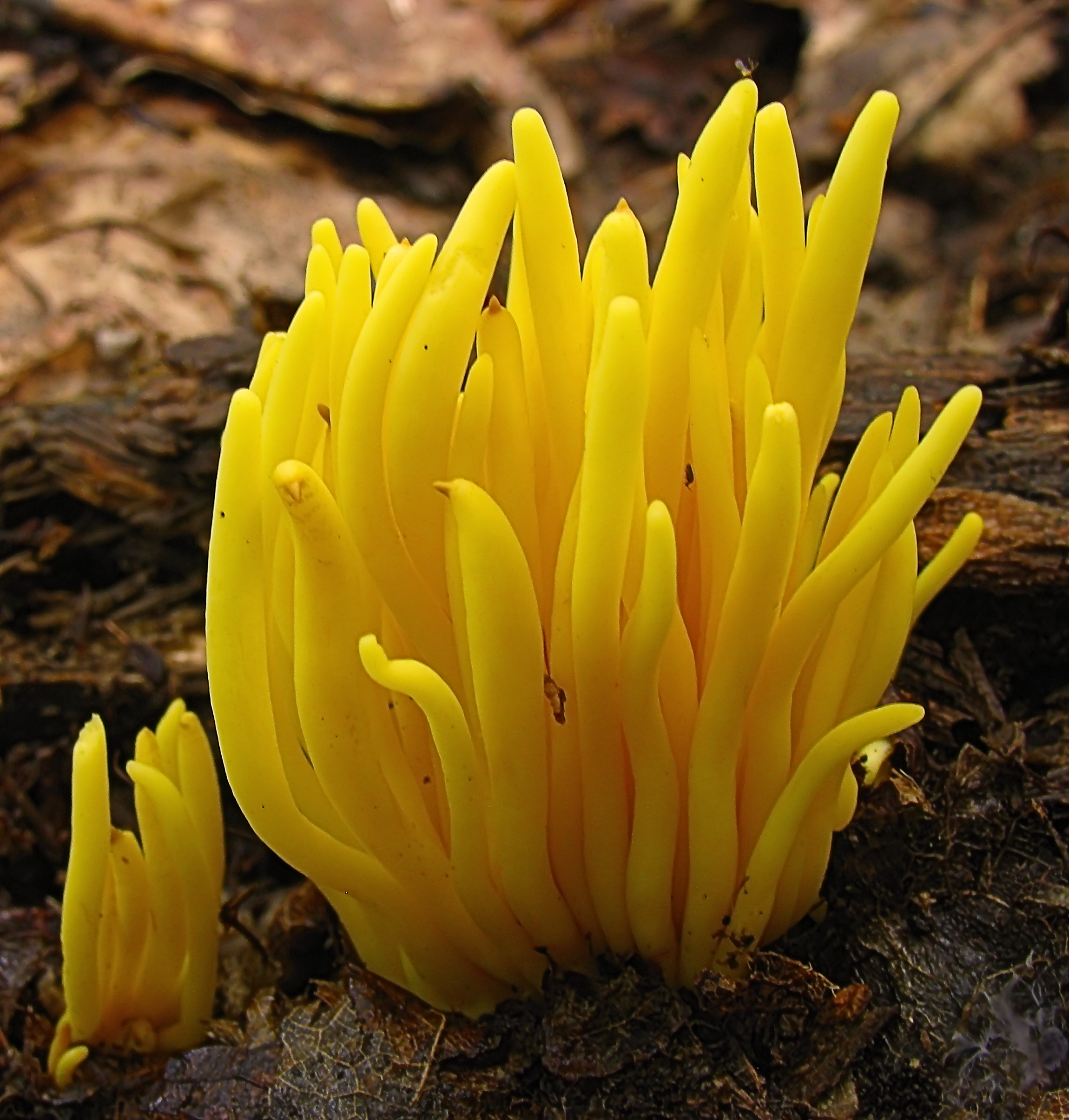
Spindelförmige Wiesenkeule Clavulinopsis fusiformis
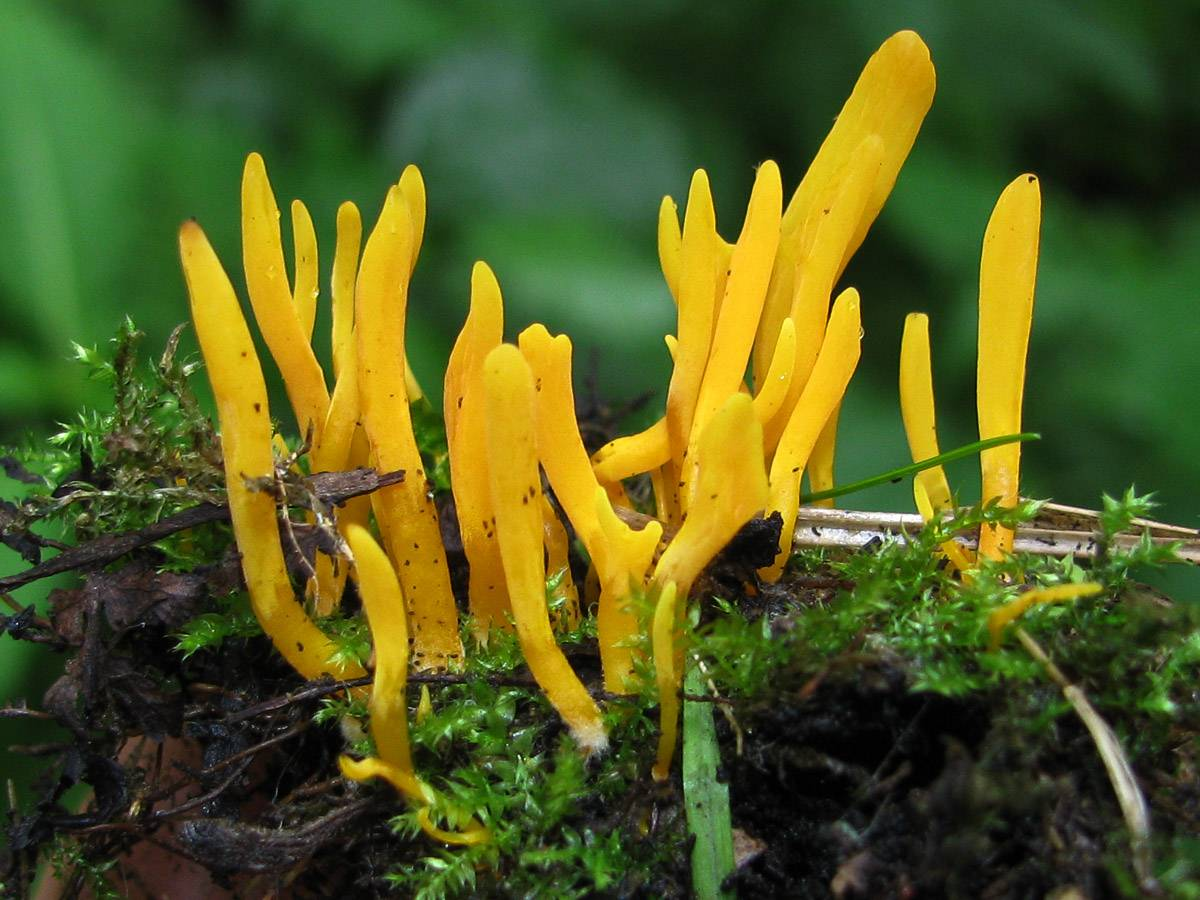
Goldgelbe Wiesenkeule Clavulinopsis helvola
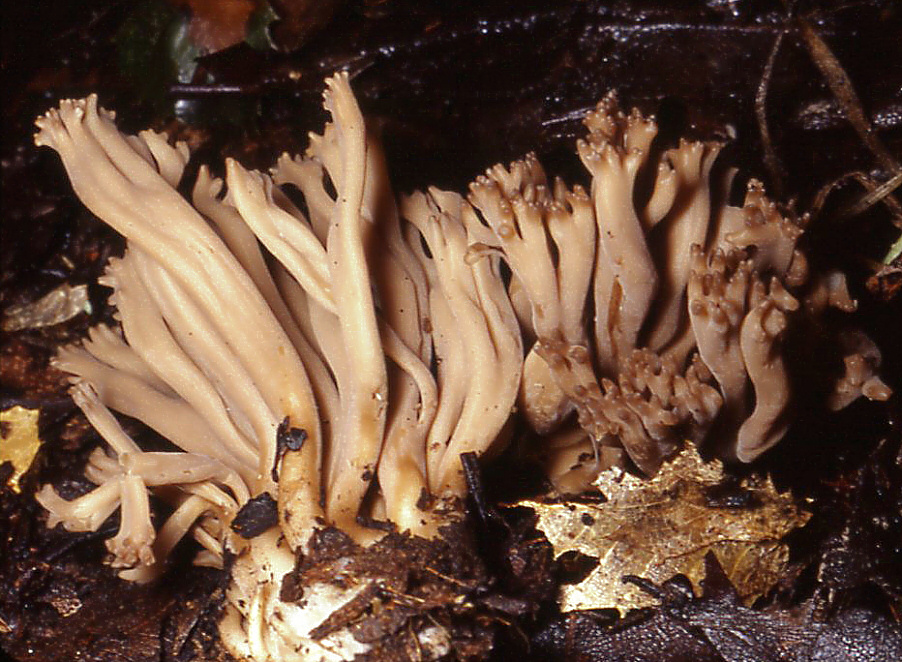
Braune Wiesenkeule Clavulinopsis umbrinella